# Silvia Moreno-Garcia
Silvia Moreno-García es una novelista mexicana y canadiense radicada en Canadá, escritora de cuentos cortos y editora.

## Biografía
Moreno-Garcia nació el 25 de abril de 1981, y creció en México. .

## Carrera
Moreno-Garcia inició su carrera publicando sus obras en varias revistas de ficción y libros incluyendo Exile Quarterly. Fue finalista para el premio Manchester Fiction Prize en 2011. Su primera colección de cuentos cortos This Stranger Way of Dying fue publicado en septiembre de 2013 por Exile Editions. Su segunda colección, Love and Other Potions fue publicada en 2014 por Innsmouth Free Press. Su novela debut Signal to Noise fue publicada en 2015 por Solaris Books.
Trabaja como editora en Innsmouth Free Press. Junto con Paula R. Stiles ha coeditado los libros  Historical Lovecraft (2011), Future Lovecraft (2012), Sword and Mythos (2014), y She Walks In Shadows (2015). Junto con Orrin Grey coeditó Fungi (2013), una colección de "ficción fungal". Con Lavie Tidhar edita The Jewish Mexican Literary Review. En 2016, ganó un World Fantasy Award por la antología She Walks in Shadows y un Copper Cylinder Award por su novela Signal to Noise.
Ha sido dos veces finalista del Nebula en la categoría de Mejor Novela por Gods of Jade and Shadow en 2019 y Gótico en 2020.

### Como editora o co-editora
- Historical Lovecraft (2011)
- Future Lovecraft (2012)
- Dead North (2013)
- Fungi (2013)
- Sword and Mythos (2014)
- She Walks In Shadows (2015)